# 核热火箭

核热力火箭草图

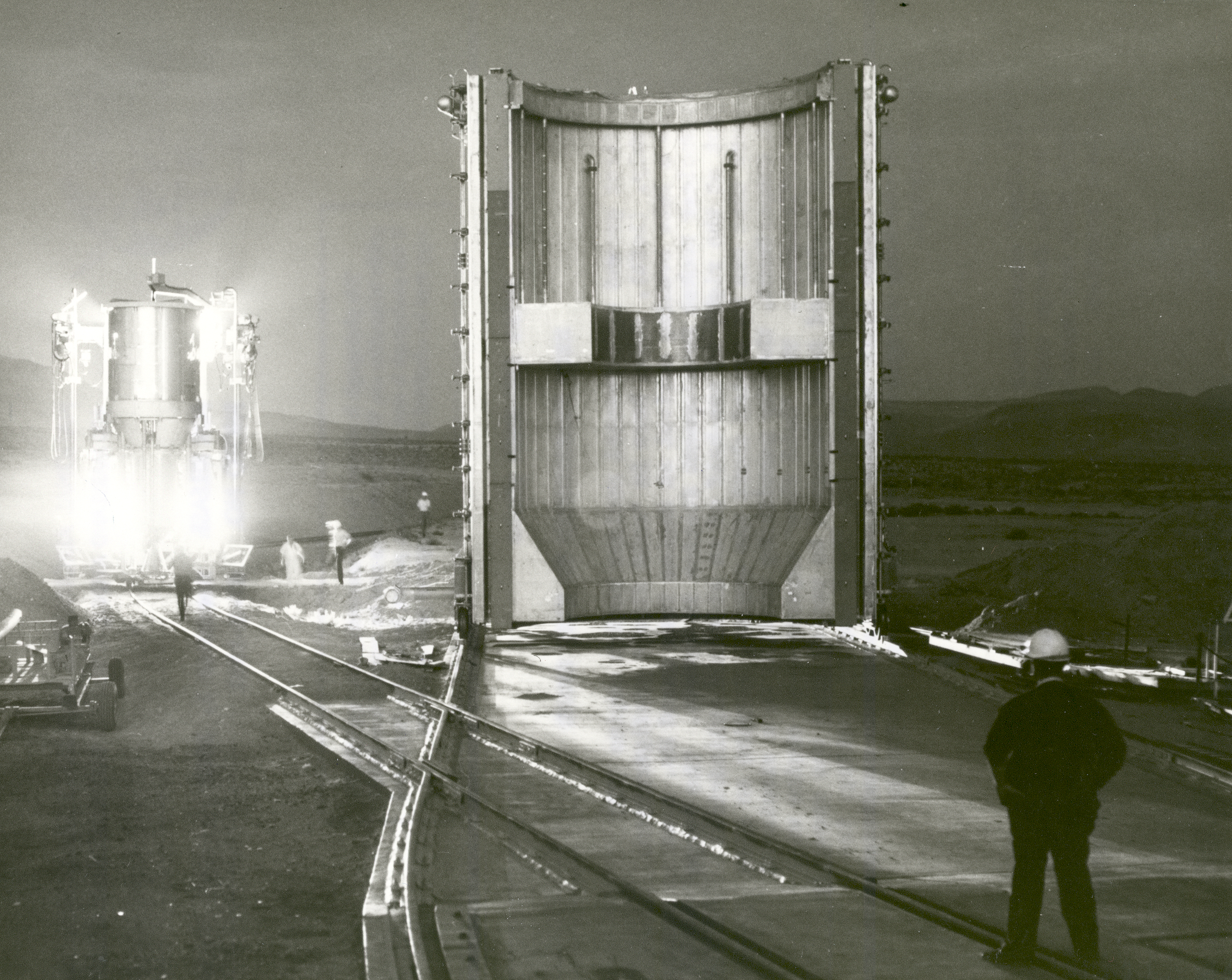
1967年12月1日: The first ground experimental nuclear rocket engine (XE) assembly is shown here in "cold flow" configuration, as it makes a late evening arrival at Engine Test Stand No. 1 at the Nuclear Rocket Development Station in Jackass Flats, Nevada.

核热火箭（英語：nuclear thermal rocket），更恰当地说是“核热推进”（英語：nuclear thermal propulsion, NTP），是一种把工作流体，如氢在核反应堆中加热，接着从火箭发动机喷管中喷出产生推力的航天器推进系统。核热火箭属于热力火箭。
目前NERVA被建造出来验证核热力火箭。目前的核热力火箭使用的是核裂变技术，而不是热核反应技术。
核盐水火箭即是一种核热力火箭。俄羅斯宣稱海燕核動力巡弋飛彈，技術上有兩種可能 一種使用衝壓式發動機再藉助小型核子反應器將空氣加熱然後噴出，另一種採用熱核火箭發動機將液態氫燃料加熱然後以噴嘴噴出產生推力。